# Joan Nesbit
Joan Nesbit (Estados Unidos, 20 de enero de 1962) es una atleta estadounidense retirada especializada en la prueba de 3000 m, en la que consiguió ser medallista de bronce mundial en pista cubierta en 1995.

## Carrera deportiva
En el Campeonato Mundial de Atletismo en Pista Cubierta de 1995 ganó la medalla de bronce en los 3000 metros, llegando a meta en un tiempo de 8:56.08 segundos, tras la rumana Gabriela Szabo y su paisana estadounidense Lynn Jennings (plata).